# SN 2010cq
SN 2010cq – supernowa typu Ia odkryta 8 maja 2010 roku w galaktyce PGC0187888. W momencie odkrycia miała maksymalną jasność 16,40m.